# Droga krajowa B500 (Niemcy)
Droga krajowa 500 (niem. Bundesstraße 500) – niemiecka droga krajowa przebiegająca na osi północ-południe od przejścia granicznego z Francją w Iffezheim do drogi B34 w Waldshut-Tiengen na południu Badenii-Wirtembergii przy granicy ze Szwajcarią.
Droga pokrywa się częściowo z otwartą w 1930 roku tzw. "Schwarzwaldhochstraße".
Planowana jest rozbudowa fragmentu pomiędzy Baden-Baden a przejściem granicznym z Francją w Iffezheim do drogi czteropasmowej i podniesienia do rangi autostrady.